# Maria Klementyna Sobieska
Maria Klementyna Sobieska herbu Janina (ur. 17 lipca 1701 w Oławie, zm. 17 stycznia 1735 w Rzymie) – (1719–1735) jako żona Jakobickiego pretendenta do tronu Anglii, Szkocji, Francji i Irlandii Jakuba III, córka Jakuba Sobieskiego i Jadwigi Elżbiety Neuburskiej, wnuczka Jana III Sobieskiego.

## Życiorys
Była jedną z najbogatszych dziedziczek w Europie. Została zaręczona z księciem Jakubem Stuartem, synem obalonego króla Jakuba II Stuarta, i jego drugiej żony – Marii z Modeny, córki Alfonsa IV d’Este. Zaręczynom tym przeciwny był ówczesny król Anglii – Jerzy I, który obawiał się, że Jakub Stuart doczeka się z Marią Klementyną potomstwa. Cesarz Karol VI Habsburg, aby zapobiec zawarciu małżeństwa zaaresztował Marię Klementynę podczas jej podróży przez Włochy. Umieszczono ją w zamku w Innsbrucku, ale udało jej się oszukać strażników i uciec do Bolonii dzięki udanej akcji oficerów irlandzkich w służbie Jakuba Stuarta; ich dwódca Karol Wogan opublikował później popularną relację. Tam, już bezpieczna, poślubiła per procura swojego narzeczonego, który wtedy znajdował się w Hiszpanii.
Ceremonię ślubną powtórzono 3 września 1719, we włoskim Montefiascone, w katedrze Świętej Małgorzaty. Maria Klementyna i jej małżonek zostali zaproszeni do Rzymu przez samego papieża Klemensa XI, który tytułował ich (katolickimi) władcami Anglii, Szkocji i Irlandii. Małżeństwo Marii Klementyny okazało się nieszczęśliwe, źródłem konfliktu były różnice poglądów na wychowanie synów, a być może także na temat roli i pozycji małżonki króla. Po urodzeniu drugiego dziecka, pogrążona w depresji, opuściła męża i synów. Zamieszkała w klasztorze św. Cecylii w Rzymie, gdzie poświęciła się modlitwie i ascezie. Wkrótce zmarła  i została pochowana w podziemiach bazyliki św. Piotra na Watykanie. W samej bazylice znajduje się monument poświęcony Marii Klementynie, który papież zamówił u Canovy, a inskrypcja brzmi: Maria Klementyna, królowa Wielkiej Brytanii, Francji i Irlandii.
Maria Klementyna i Jakub Stuart mieli dwóch synów:
- Karola Edwarda Filipa Kazimierza Stuarta (31 grudnia 1720 – 31 stycznia 1788),
- Henryka Benedykta Marię Klemensa Tomasza Franciszka Ksawerego Stuarta (11 marca 1725 – 13 lipca 1807), kardynała.

Mąż i obaj synowie byli jakobickimi pretendentami do tronu Anglii i Szkocji. Karol Edward Stuart próbował odzyskać tron wywołując ostatnie z powstań jakobickich, które zakończyło się klęską.
W 2019 odbyło się w Dublinie seminarium poświęcone Marii Klementynie, The Irish the Rescue: The Tercentenary of the Polish Princess Clementina’s Escape, którego referaty zostały później opublikowane.

## Galeria

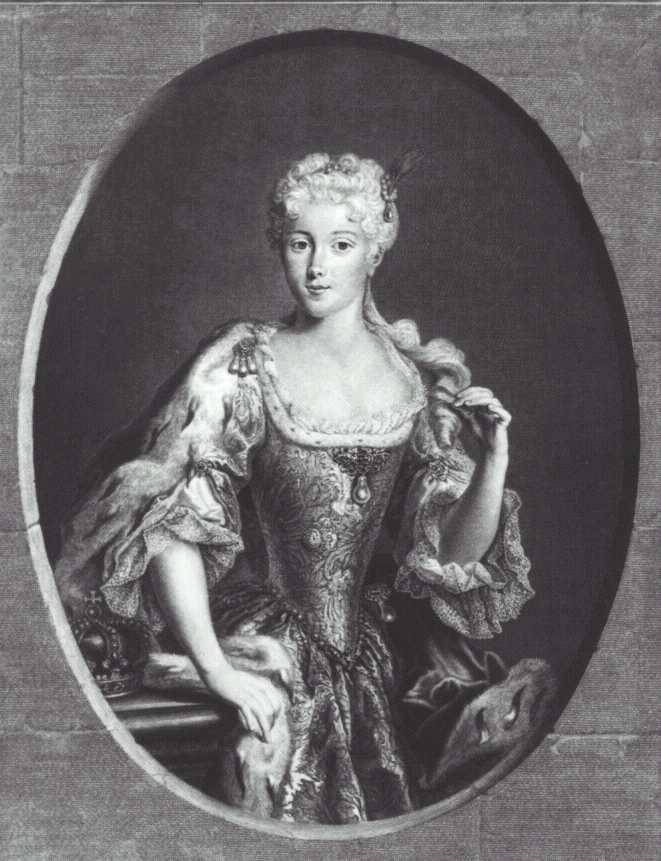
Maria Klementyna Sobieska w młodości
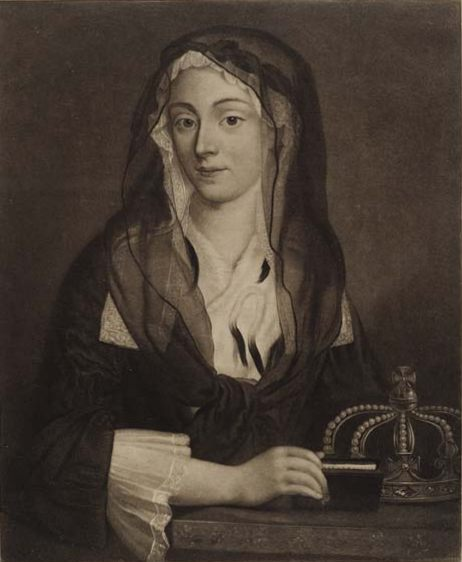
Maria Klementyna Sobieska
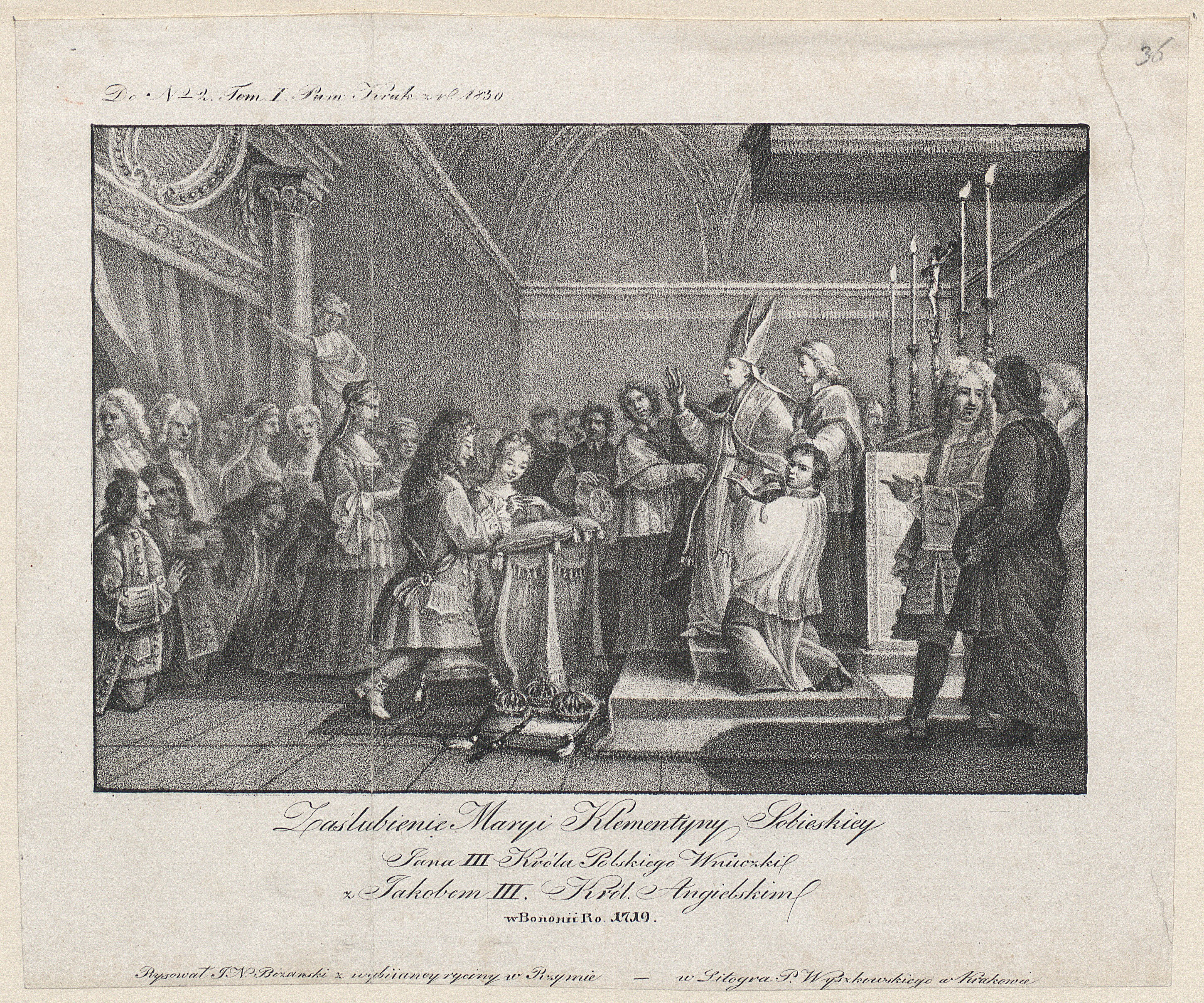
Uroczysta ceremonia ślubna Marii Klementyny Sobieskiej z Jakubem Franciszkiem Edwardem Stuartem 2.09.1719
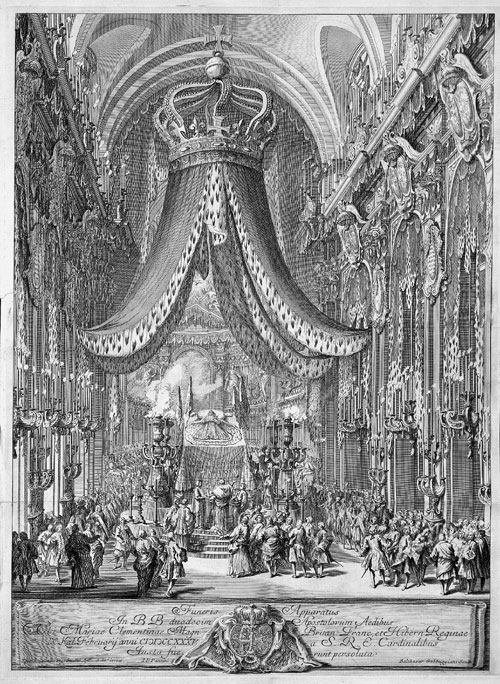
Pogrzeb Marii Klementyny Sobieskiej w bazylice św. Piotra w Rzymie 1735
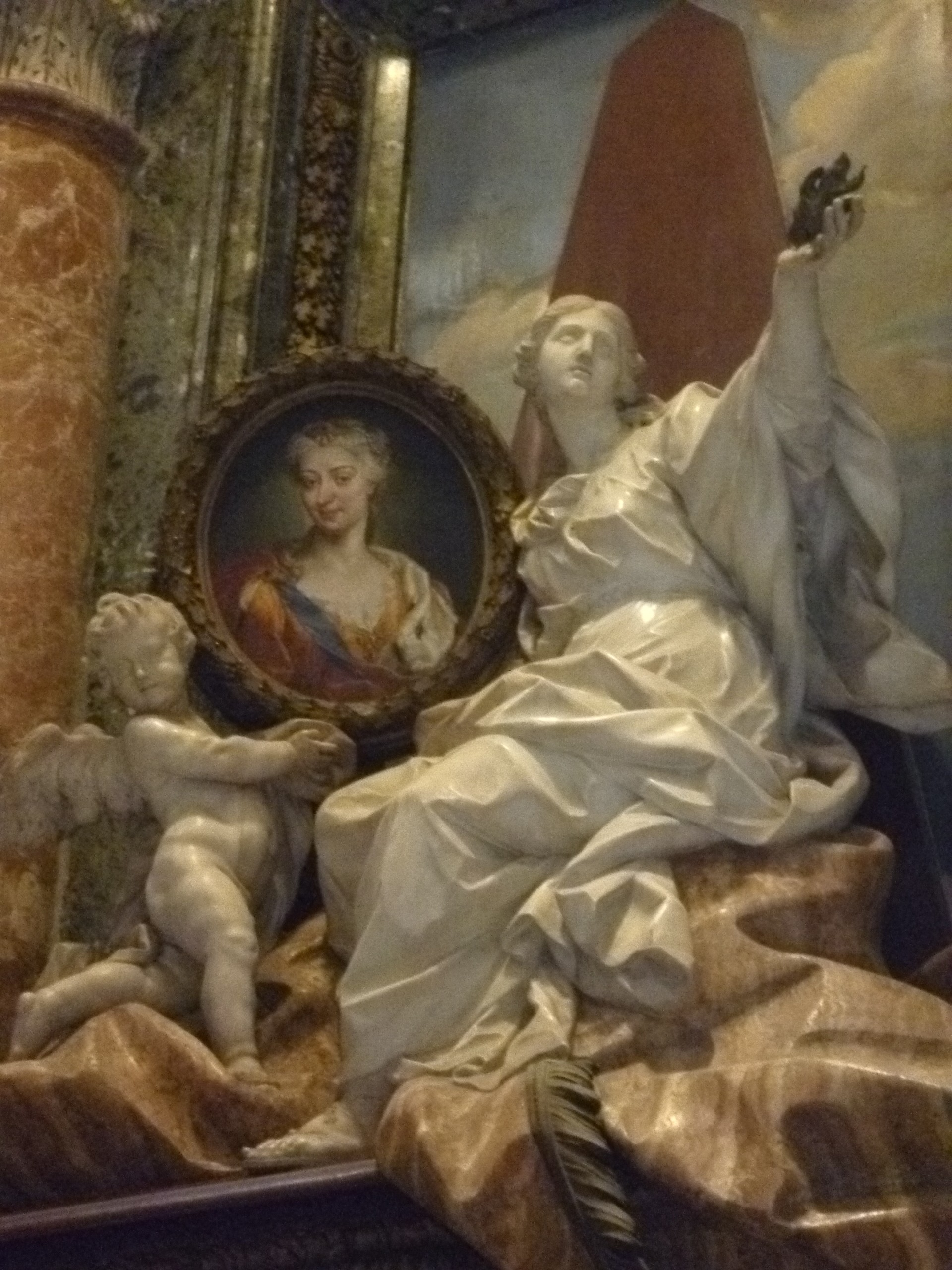
Monument w Bazylice Watykańskiej
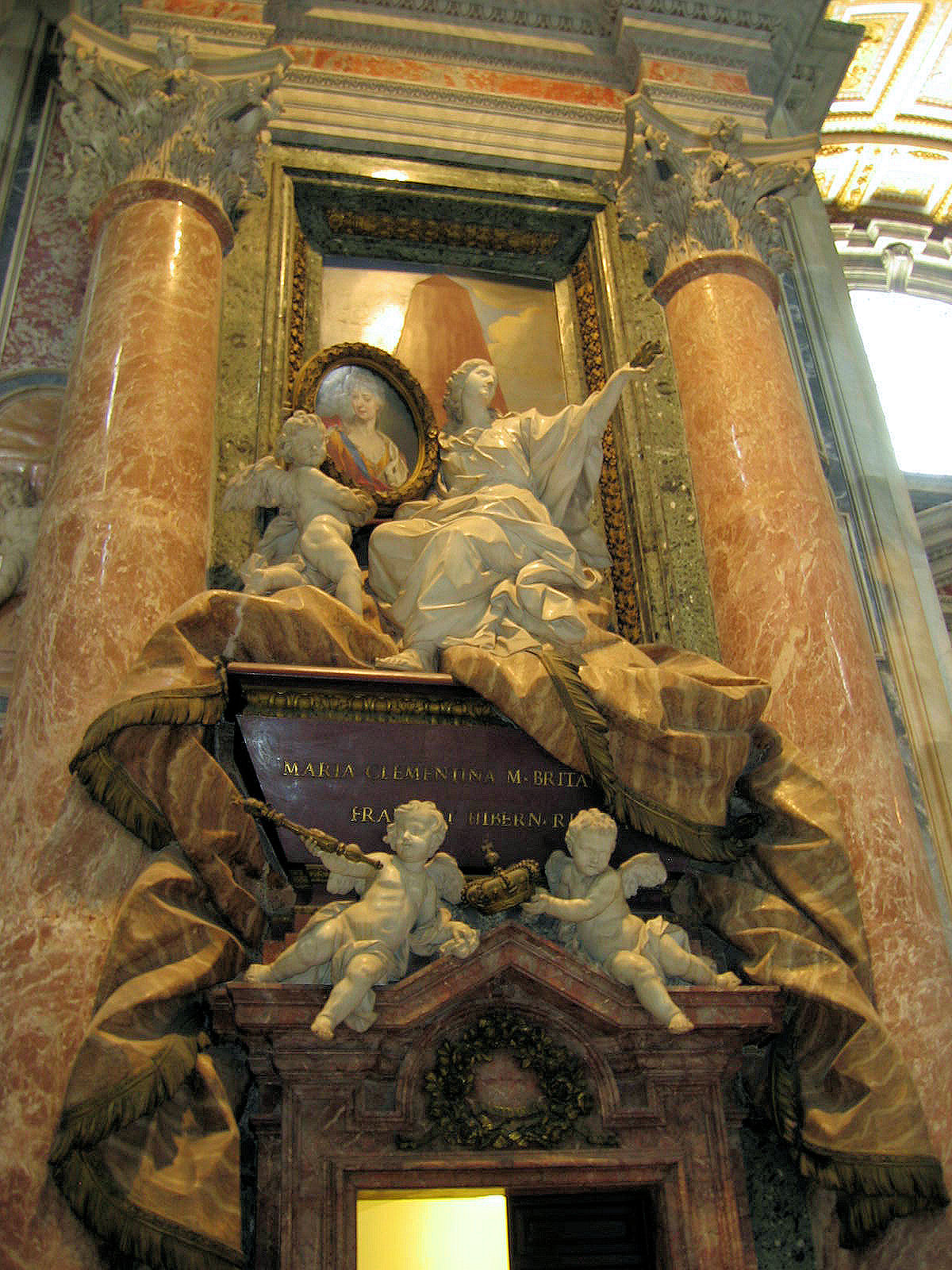
Grób w Bazylice Świętego Piotra